# U-459
U-459 – niemiecki okręt podwodny (U-Boot) typu XIV z okresu II wojny światowej. Jedynym dowódcą okrętu był Kapitänleutnant (potem Korvettenkapitän) Georg von Wilamowitz-Möllendorf, jeden z najstarszych (ur. 1893) dowódców U-Bootów w czasie wojny.

## Historia
U-459 został zbudowany w stoczni Deutsche Werke AG w Kilonii. Zamówienie na okręt złożono 14 maja 1940, położenie stępki miało miejsce 22 listopada 1940, wodowanie 13 września 1941, a wcielenie do Kriegsmarine 15 listopada tegoż roku. Na czas szkolenia okręt został przydzielony do 4. Flotylli bazującej w Szczecinie. 1 kwietnia 1942 wcielono go do 10., a 1 listopada 1942 do 12. Flotylli U-Bootów.
U-459 był pierwszym z serii podwodnych zbiornikowców, zwanych Milchkühe ("mlecznymi krowami"), które skonstruowano z myślą o dostarczaniu paliwa i zaopatrzenia innym U-Bootom operującym na odległych akwenach. Pierwsze próby tankowania na morzu odbywały się na Bałtyku przy udziale U-704 i U-408. Podczas sześciu takich misji (Bermudy, na północ od Azorów, trzykrotnie południowy Atlantyk, środkowy Atlantyk) okręt spędził w morzu łącznie 297 dni. Pierwsza akcja, trwająca od końca marca do połowy maja 1942, mająca na celu bunkrowanie okrętów działających u wybrzeży Ameryki Północnej (operacja Paukenschlag), mimo braku doświadczenia i problemów technicznych okazała się sukcesem. Dostarczono paliwo 12 okrętom typu VII i dwóm typu IX B. Od kwietnia 1942 na okręcie działała piekarnia, jej wyroby szybko znalazły uznanie wśród załóg innych okrętów podwodnych. 
U-459 nie posiadał uzbrojenia torpedowego, nie miał więc możliwości zatopienia żadnej jednostki przeciwnika. 30 maja 1943 zestrzelił atakujący go brytyjski samolot Armstrong Whitworth Whitley, tego samego dnia uszkodził również Liberatora.
Na swój ostatni patrol U-459 wyruszył z Bordeaux 21 lipca 1943 roku. Początek rejsu U-Boot odbył w towarzystwie U-117 i okrętów nawodnych eskorty. 24 lipca, na zachód od Zatoki Biskajskiej wynurzony okręt został niespodziewanie zaatakowany przez samolot Vickers Wellington z 172. Dywizjonu RAF. Mimo zaskoczenia zdołano jednak obsadzić część działek przeciwlotniczych i ostrzelać przeciwnika. Uszkodzony Wellington rozbił się przy burcie U-459; zginęło 5 członków załogi samolotu, przeżył jedynie tylny strzelec, wyrzucony podczas zderzenia do wody i wyłowiony potem przez Niemców. Katastrofa spowodowała również zniszczenie większości uzbrojenia okrętu i śmierć obsługujących je marynarzy. Podczas usuwania szczątków samolotu zorientowano się, że wśród nich znajdują się trzy uzbrojone bomby głębinowe. Zdecydowano o zrzuceniu ich do morza przy maksymalnej prędkości okrętu, co pozwoliłoby oddalić się na bezpieczniejszą odległość, zanim doszłoby do eksplozji. Plan jednak się nie powiódł – wybuch jednej z bomb poważnie uszkodził rufę i ster U-459. Próby odzyskania sterowności zostały przerwane przez atak kolejnego Wellingtona (547. Dywizjon). Dowódca U-Boota nakazał opuszczenie okrętu, sam zszedł pod pokład celem (być może) samozatopienia jednostki i poszedł na dno wraz z nią.
Po około 7-8 godzinach 37 rozbitków z U-459 i brytyjski lotnik zostali wyłowieni z morza przez polski niszczyciel ORP „Orkan”.